# Kaan principe guerriero 2
Kaan principe guerriero 2 (Beastmaster 2: Through the Portal of Time) è un film del 1991 diretto da Sylvio Tabet. È il seguito del film Kaan principe guerriero del 1982.

## Trama
Dar torna a combattere contro un nuovo diavolo evocato da un atto di stregoneria. Questa volta, grazie al mago Douglas, Dar si catapulta nelle strade di Los Angeles dei giorni nostri per combattere contro la stregoneria.